# Brevetabilité du vivant
La brevetabilité du vivant désigne la possibilité de déposer un brevet sur un organisme vivant, animal ou végétal, qu'il soit pluricellulaire ou non. Le brevet peut porter sur le procédé d'obtention, sur l'organisme lui-même dans son entier, ou bien encore sur certains de ses composants seulement, sur ses gènes. Longtemps exclus du domaine d'application des brevets ou de tout autre système semblable, les organismes vivants font aujourd'hui l'objet de multiples demandes de brevets qui varient en fonction des systèmes juridiques, parfois concurrents, et de la nature des organismes visés. Ce développement, accéléré par celui des biotechnologies, pose des questions non seulement économiques et commerciales, mais aussi éthiques. Un débat a pris de l'ampleur dans les années 1990, avec le développement des OGM et du séquençage de l'ADN, débat qui s'inscrit également dans celui de l'accès à la biodiversité. En Europe, l'adoption d'une directive sur la brevetabilité des inventions biotechnologiques continue d'alimenter le débat.

## Historique
Les brevets sur les organismes vivants, maintenant une réalité mondiale, se sont d'abord développés en occident. Dans cette aire géographique, imprégnée de religion chrétienne, la créature vivante, créature de Dieu, a longtemps été exclue du champ d'application des brevets qui pourtant, par le biais de systèmes formalisés, régentaient le monde de l'industrie depuis le XIXe siècle. Plus que dans ce dernier domaine la distinction entre la simple découverte non brevetable et l'invention qui seule mérite de l'être a été longtemps difficile à faire. Cette question, qui resurgit aujourd'hui dans le débat sur le brevetage des gènes, avait été progressivement résolue par de successives créations juridiques ayant lieu dans un premier temps aux États-Unis (Plant Patent Act) avant de naître sous une autre forme en Europe et ce d'abord dans le domaine de la « protection des végétaux ». S'appliquant ensuite aux microorganismes, les brevets ont fini par s'appliquer aux animaux suivant des dispositions qui là aussi varient suivant les pays mais qui tendent à s'uniformiser sous l'effet d'accords internationaux. Les années 1980, marquées par un retournement de la doctrine aux États-Unis (arrêt Diamond v. Chakrabarty), lancent un processus qui, à travers de multiples procès et non sans soulever diverses contestations et questions, gagne, bon gré mal gré, tous les pays du monde, ne laissant plus que l'humain en dehors du champ d'application des brevets.

### Histoire du brevet
Le premier cas avéré de protection accordée par une collectivité à un inventeur, pour une machine, date du 19 juin 1421 ; la première loi instituant un brevet est la Parte Veneziana promulguée par la république de Venise le 19 mars 1474. La première loi moderne sur les brevets d'invention est le Statute of monopolies votée par le Parlement anglais en 1623. Dès le XVIIIe siècle, la plupart des pays occidentaux avaient mis en place différents systèmes nationaux pour la protection des inventeurs et de leurs inventions. Les États-Unis, dont la Constitution elle-même prévoit la protection du droit des inventeurs (Art.1.8), adoptent leur loi sur les brevets le 10 août 1790 et la France en 1791. À cette époque toutefois, malgré la multiplication de variétés fruitières et florales issue du travail de sélectionneurs, il n'est pas question de breveter une espèce vivante (un édit pontifical, probablement jamais appliqué, avait pourtant émis des suggestions dans ce sens en 1833). Pendant tout le XIXe siècle, les pays industrialisés développent leur loi sur les brevets de façon indépendante selon leur propre mentalité et leur degré spécifique de développement : Autriche (1810), Russie (1812), Prusse (1815), Belgique et Pays-Bas (1817), Espagne (1820), Suède (1834) et Portugal (1837).
En Grande-Bretagne, alors première puissance mondiale et industrielle toute acquise à la liberté des échanges, de nombreuses voix appellent entre 1850 et 1873 à abandonner tout système de brevet (ce que les Pays-Bas font en 1869 et jusqu'en 1910/1912) ; le gouvernement missionne plusieurs commissions d'enquête ; des projets de loi en résultent, qui achoppent les uns après les autres. Finalement, afin de contrer la concurrence allemande, le système des brevets est maintenu, aménagé par une nouvelle loi en 1883. Cette loi et ses aménagements ultérieurs dessineront le cadre juridique des pays du Commonwealth.
Pendant longtemps la circulation des végétaux au niveau mondial s'est faite dans le cadre d'économies coloniales très jalouses de leurs prérogatives.
Historiquement, aucun domaine technique n’a jamais été explicitement écarté du champ de la brevetabilité.
En France, par exemple, la protection juridique des inventions était vouée à « tous les genres d’industrie » selon les termes de la loi du 7 janvier 1791 « relative aux découvertes utiles et aux moyens d’en assurer la propriété aux auteurs » (cette loi est complétée le 25 mai 1791, par une seconde qui sert de règlement d’application). En 1792 le législateur interdit de délivrer des brevets pour des établissements de finance et annule même ceux qui ont déjà été délivrés. Rien n'est dit des produits de l'agriculture. Les animaux et les plantes, « choses naturelles » non fabriquées de la main de l’homme, sont tacitement écartées du champ d’application de la loi.
Le 5 juillet 1844, la nouvelle loi sur les brevets qui reprend dans ses grandes lignes celle de 1791 s'en distingue notamment en interdisant de déposer des brevets pour les « compositions pharmaceutiques et les remèdes de toute espèce ». La loi de 1844 ne retient comme critère de brevetabilité que le critère de nouveauté, qu'elle soit mineure ou majeure. Cette même année, un tribunal de commerce déclare le corps humain non brevetable, déclarant que le corps humain ne pouvait pas être rangé parmi les objets d'industrie.
Aux États-Unis, pays de common law, la brevetabilité des organismes vivants est également tacitement exclue. Les sélectionneurs de variétés végétales s'efforcent toutefois d'y protéger leur propriété intellectuelle sans recourir au système des brevets, notamment en s'inspirant des stud-books établis par les éleveurs à la fin du XIXe siècle. Les frères Stark recourent à la trademark law adoptée en 1881. En 1891 Liberty Hyde Bailey signale l'intérêt d'un système de certification semblable aux stud-books. La demande par les pépiniéristes de la prise en compte de leurs intérêts par la loi se fait plus insistante. Une décision de justice (1889, Ex parte Latimer) met cependant un terme provisoire à ce mouvement, et institue la doctrine dite « products of nature doctrine » qui interdit de breveter tout produit naturel, vivant ou non. En 1895, une cour fédérale met à bas le système de protection élaborés par les pépiniéristes en rendant illégal le recours à la loi sur les marques pour les végétaux (Hoyt et al. v. J. T. Lovett Co).
L'American Seed Association se crée en 1883 notamment pour mettre fin aux programmes fédéraux de distributions gratuites de semences.
Très tôt les autorités américaines interviennent dans le domaine des semences. Dès sa création en 1838, le bureau des brevets lui-même lance un programme de distribution gratuite de semence qui sera repris par l'USDA à compter de sa création en 1862. Ces deux institutions recherchent d'ailleurs activement à l'étranger des espèces et des semences adaptées à l'immensité et à la diversité d'un territoire qui s'est considérablement agrandi.

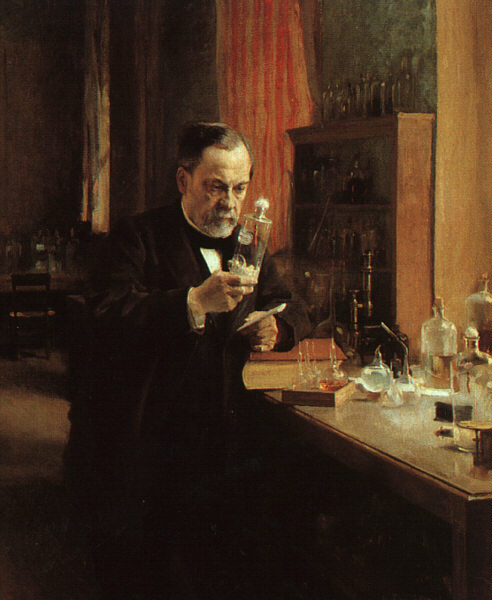
Le brevet de Louis Pasteur sur la levure isolée de 1873 est un premier exemple de brevet sur le vivant

En 1865, Louis Pasteur obtient un brevet français sur une souche de levure utilisée dans la fabrication de la bière. Il dépose une demande semblable aux États-Unis le 9 mai 1873 ; le brevet lui est accordé le 22 juillet 1873 (U.S. Patent No. 141,072). Jamais mis en œuvre, ce brevet américain n'a pas pu être exposé à une éventuelle contestation devant les tribunaux. En 1937, un juriste américain s’émeut de la nature « vivante » de l’objet de ce brevet. Cette nature vivante est d'ailleurs contestable, puisqu’à l'époque du dépôt du brevet la levure n’est pas universellement considérée comme un organisme vivant. (Le précédent Pasteur sera évoqué par justice américaine dans l'affaire Chakrabarty). Pierre Gélinas relève que le brevet de Pasteur ne portait pas sur une variété de levure mais seulement sur un procédé permettant d'obtenir une production purifiée ; il en conclut que Pasteur ne peut être désigné comme le premier à avoir déposé un brevet sur le vivant.
Avec le développement des échanges, le besoin d'une harmonisation du droit des brevets au niveau mondial se traduit par la tenue du premier congrès de la propriété industrielle lors de l'exposition universelle de Vienne en 1873, suivi d'un autre lors de l'exposition à Paris, en 1878, qui lance l'idée d'un traité international. La convention de Paris, signée le 20 mars 1883, qui jette les bases d'un système international pour la protection de la propriété industrielle, ne s'intéresse strictement qu'au seul domaine du non-vivant dans son texte central. Toutefois, un protocole de clôture y est ajouté, qui précise : « Les mots Propriété industrielle doivent être entendus dans leur acception la plus large, en ce sens qu'ils s'appliquent non seulement aux produits de l'industrie proprement dite, mais également aux produits de l'agriculture (vins, grains, fruits, bestiaux, etc.) ».

### Du début duXXesiècleà 1945
Un projet de loi déposé en 1906 pour couvrir les innovations végétales par le droit des marques échoue. Dans la foulée, la même année, le même représentant, Allen, dépose un autre projet amendant la loi générale sur les brevets : cette proposition d'adaptation des brevets aux végétaux échoue également. Cet échec incite l'Association américaine des pépiniéristes à fonder un groupe de lobbying : le National Committee on Plant Patents. D'autres propositions échoueront en 1907, 1908, et 1910.
En 1911, les juges américains introduisent une première exception à la « product of nature doctrine » en considérant légitime le brevet sur une substance naturelle, l'adrénaline, après qu'elle a subi une purification (affaire Parke-Davis & Co. v.H.K. Mulford Co). Cette décision, non contestée et qui sera suivie d'autres semblables, ne porte toutefois pas sur un être vivant si petit fut-il.
En 1919 est fondée l'International Crop Improvement Association (rebaptisée Association of Official Seed Certifying Agencies en 1968). les négociants s’opposent à la politique de distribution gratuite de semence qui a largement cours depuis le début du XIXe siècle. Entre 1915 et 1930 se développent dans tous les États de l'Union des établissements, ayant le statut d'association, se donnant pour objet de multiplier et de distribuer de nouvelles variétés dont elles se portent garant. Ces associations sont en lien étroit avec les institutions d'enseignement agricole et avec les stations d'expérimentation. Les semenciers privés n'ont aucune part à ce mouvement. En pleine Dépression, la Croix rouge lance un programme de distribution gratuite de semences.
Au début du XXe siècle, l'Allemagne et le Japon commencent à accepter des brevets concernant des procédés biologiques ou de nouvelles variétés végétales ou animales.
Le 23 mars 1921, le tribunal de commerce de Nice refuse de reconnaître à un horticulteur la propriété d’œillets qu'il avait sélectionnés. Ce jugement ne comporte aucune décision de principe, mais se contente de donner droit aux arguments d'un concurrent contestant l'étendue du brevet en question faute d'une description précise de la variété brevetée. Cela illustre une difficulté inhérente au brevetage d' un organisme vivant, plus difficile à décrire qu'une machine ou un procédé industriel.
En 1921, la Tchécoslovaquie, nouvellement crée, se dote d'un système de certification des semences.
En 1924, l'Association européenne d'essais de semences devient l'Association internationale d'essais de semences (International Seed Testing Association) et se donne pour objectif le développement international du commerce des semences par l'harmonisation des règles de contrôle de qualité des semences.
En 1925, la convention de Paris, qui introduit l'expression « industries agricoles », est révisée à La Haye pour inclure les feuilles de tabac dans son champ d'application. La révision de 1934 inclut les fleurs et la farine ; mais surtout son domaine de validité est très largement étendu, puisque la section 1.3 remaniée prévoit alors :« La propriété industrielle s’entend dans l’acception la plus large et s’applique non seulement à l’industrie et au commerce proprement dits, mais également au domaine des industries agricoles et extractives et à tous produits fabriqués ou naturels, par exemple : vins, grains, feuilles de tabac, fruits, bestiaux, minéraux, eaux minérales, bières, fleurs, farines. » Les États signataires conservaient toutefois une grande liberté concernant l’application des principes stipulés dans la convention.
Le 23 mai 1930, le président Hoover promulgue aux États-Unis le Plant Patent Act aussi appelé le Townsend-Purnell Act encore en vigueur aujourd'hui (35 U.S.C. § 161). C'est la première exception majeure à la products of nature doctrine. Depuis 1892 le Congrès songeait à étendre le champ d'application des brevets aux plantes, une réforme appelée de ses vœux par Luther Burbank à la fin de sa vie. La redécouverte des lois de Mendel en 1900 offre un terrain favorable, quoique encore mal assuré, à cette initiative. En 1906 un projet de loi est présenté, qui échoue. En 1929 Paul Stark le président nouvellement élu de l'American Association of Nurserymen, et le sénateur John Townsend, propriétaire du deuxième verger des États-Unis, sont à l'initiative d'un projet de loi. Ils bénéficient du soutien de Thomas Edison et de David Fairchild. Le Congrès adopte le projet le 13 mai 1930. Cette loi, distincte de la loi générale sur les brevets, autorise le dépôt de brevet pour les « variétés de plantes distinctes » et « nouvelles », autres que celles trouvées à l’état sauvage, qui ont été « découvertes » ou « inventées » et reproduites de manière asexuée (la loi n'impose aucun critère d'utilité). Elle choisit d'exclure de son champ d'application la majorité des plantes reproduites de manière asexuée utiles à l'alimentation, c'est çà dire, majoritairement, la pomme de terre et le topinambour. Ce sont des raisons tactiques et non idéologiques qui poussent Stark à ne pas inclure dans son projet les plantes à reproduction sexuée comme le blé ; à l'inverse, les producteurs de maïs, tout au développement du maïs hybride F1, ne sont guère intéressés par ces questions de brevet. Ce sont l'horticulture et l'arboriculture fruitière qui bénéficient de la loi et ce d'autant plus que bien des variétés dites nouvelles ne sont encore bien souvent que des découvertes fortuites n'ayant nécessité aucuns frais de recherche. En 1931, le premier brevet de ce type est accordé à un rosier grimpant à floraison continue,.
En 1932, l'Office allemand des brevets décide que les procédés de culture sont brevetables. En 1935 des brevets sont décernés sur des végétaux.
Le 9 août 1939, le Congres adopte la loi fédérale sur les semences (Federal Seed Act).
En 1940, une décision de la justice américaine considère que les bactéries ne peuvent pas prétendre à la protection juridique offerte par la loi de 1930 (re Arzberger, 112 F.2d 834 (CCPA 1940)), qui par « plante » entendait la définition commune et non pas la définition scientifique.
En 1941, les Pays-Bas adoptent un système de protection, Het Kwekersbesluit, en vigueur jusqu'en 1966.

### Après 1945: des végétaux aux micro-organismes
Déjà envisagées avant la Seconde Guerre mondiale par l'Assinsel (Association internationale des sélectionneurs pour la protection des obtentions végétales, fondée à Amsterdam en 1938), les premières démarches entreprises en vue d'instaurer au niveau international d'un système de protection de la propriété intellectuelle des variétés végétales sont engagées en 1947 au sein de l'AIPPI (Association internationale de la protection de la propriété industrielle) lors de son premier congrès d'après-guerre. En 1952, la délégation allemande à la conférence de Vienne de l’AIPP présente un rapport étendu concernant la protection des inventions relatives aux plantes.
En 1956, les membres de l’ASSINSEL appellent à une conférence sur ce sujet et demandent au gouvernement français de l’organiser.
En 1958 le Code international pour la nomenclature des plantes cultivées donne la première définition juridique d'une « variété » ; cette définition servira de socle aux systèmes juridiques ultérieurement élaborés.
En 1948, l'Office américain des brevets refuse un brevet sur un vaccin combinant six bactéries pour immuniser certaines plantes légumineuses au motif que ce vaccin relève plus d'une découverte (de l'effet d'une combinaison existant à l'état naturel) que d'une invention.
Entre 1948 et 1950, en Italie, des décisions de justice affirment la brevetabilité d'espèces végétales.
En 1952, une loi modernise le droit des brevets aux États-Unis. Elle énonce notamment les trois critères de brevetabilité : nouveauté, utilité, non-évidence. Les brevets délivrés au titre de cette loi sont appelés utility patents. Le 3 septembre 1954, en réaction à une décision de la Cour d'appel des brevets (ex Parte Foster), le Congrès adopte un amendement à la Plant Patent Act de 1930, qui précise les catégories de variétés végétales brevetables ; cet amendement affirme expressément l'application de cette loi aux hybrides,.
En 1957 est signé le traité de Rome d'après lequel (article 36) les droits de propriété industrielle ne doivent pas faire obstacle à la libre circulation des biens. Une modification des législations s'impose.
En 1958 est signé l'arrangement de Lisbonne qui introduit la notion d’appellation géographique d'origine dans le droit international.
En 1959 est créé en France un brevet spécial médicament.
Le 2 décembre 1961, à la suite de la Conférence internationale pour la protection des obtentions végétales qui avait été convoquée par la France en 1957, est signée à Paris la convention UPOV. Ce sont toutes les espèces végétales, quel que soit leur mode de reproduction, qui sont destinées à être couvertes par ce traité (à la signature du traité faute de consensus, chaque pays signataire est encore libre du choix des variétés couvertes par le traité). Le certificat d'obtention végétale (COV) créé par ce traité accorde à l'obtenteur d'une nouvelle variété — distincte, homogène et stable — l'exclusivité temporaire sur la multiplication et la vente de cette variété. Ces COV ne portent pas sur un génotype mais sur un phénotype, une combinaison d'allèles. Ils se distinguent des brevets par des exceptions aux droits d’exclusivité de l’obtenteur sous certaines conditions : recherche expérimentale, élaboration de nouvelles variétés, production de semences de ferme à partir de la récolte de l’année précédente. Un sélectionneur peut ainsi travailler à améliorer une variété existante déjà protégée par un COV sans avoir à demander d'autorisation à l’obtenteur de la variété initiale, et a fortiori sans rien lui payer. Seuls les produits de la recherche, en l’occurrence les nouvelles variétés, sont couverts par le COV : les innovations de procédés sont exclues du champ de la protection. La convention, qui n'interdit pas aux États signataires le maintien d'un système de brevet, exclut la protection concomitante par un brevet et par un certificat. L'UPOV doit entrer en vigueur le 10 août 1968 ; la France, qui en est à l'initiative, n'en devient toutefois membre qu'en 1971 ! Jusqu'alors, certains des pays signataires ne possédaient aucun système de protection juridique des obtentions végétales, ni par brevet industriel ni par inscription dans un catalogue national de variété, ou encore par des organismes de la qualité des semences (Danemark, Suisse, Norvège, Espagne…) ; d'autres (Italie) recouraient au brevet industriel ; d'autres combinaient des règles d'inscription au catalogue et des règles de contrôle (Autriche, Belgique, Pays-Bas, France) ; enfin, l'Allemagne (mais aussi dans le domaine horticole la France et l'Italie) combinait encore une législation spécifique aux obtentions végétales avec une autre relative aux brevets industriels.
L'UPOV sera remaniée ensuite trois fois : en 1972 en 1978 et en 1991.
Le 27 novembre 1963 est signée la convention du Conseil de l'Europe sur l'unification de certains éléments du droit des brevets d'invention appelée aussi convention de Strasbourg. Cette convention traduit un effort d'unification sans précédent dans le domaine des brevets d'invention. Si elle laisse aux États signataires le choix d'exclure de la brevetabilité les « procédés essentiellement biologiques d’obtention de végétaux », elle affirme la brevetabilité des procédés microbiologiques et des produits obtenus à leur issue. Ce sont principalement des processus fermentaires qui sont concernés. La convention oblige également les États membres à considérer l’agriculture comme un genre d’industrie (art. 3).
Le 27 mars 1969, le Bundesgerichtshof prend une décision sur le Rote Taube : le procédé permettant d'obtenir un pigeon au plumage rouge est brevetable, le pigeon lui-même ne l'est pas.
En 1970, à l'initiative des Américains, est signé le traité de coopération sur les brevets (Patent Cooperation Treaty) sur la coopération en matière de brevets qui permet d'étendre à partir d'une demande unique la protection par brevet aux États-membres du traité désignés dans la demande.
Le 24 décembre 1970, les plantes reproduites de façon sexuées et leurs graines peuvent faire l'objet d'une protection juridique à la suite de l'adoption du Plant Variety Protection Act (en) (PVPA) ; les plantes à reproduction sexuée, en l'espèce essentiellement les plantes alimentaires comme les céréales ou les légumes, peuvent faire l'objet d'un Certificate of Protection (COP) ; la loi de 1970 exclut expressément de son champ les bactéries et les champignons. Les hybrides F1 ne sont alors pas couverts par la loi. Celle-ci connaitra plusieurs aménagements mineurs (1980, 1982, 1987, 1992 et 1996) et un amendement important en 1994 : entré en vigueur le 4 avril, celui-ci porte la durée de la protection de 18 à 20 ans, inclut les hybrides F1, et interdit à l'agriculteur la vente de semences protégées à des tiers (cependant il conserve encore le droit de ressemer des graines qu'il aura lui-même prélevées sur sa récolte).
Le 5 octobre 1973, la conférence intergouvernementale sur la délivrance des brevets européens élabore la convention sur le brevet européen (aussi dénommée convention de Munich, ou CBE) et fonde l'Organisation européenne des brevets dont l'organe exécutif est Office européen des brevets (OEB). La convention institue, non un brevet supranational unique, mais une procédure centrale d'octroi par le biais de l’Office européen des brevets (OEB). L'OEB n'est pas une instance de l'Union européenne mais relève du droit international classique entre États. Reprenant les dispositions de la convention de Strasbourg, la convention rejette toujours expressément, en son article 53b, la possibilité de déposer un brevet européen sur les races animales, les variétés végétales et les procédés « essentiellement biologiques » d'obtention de végétaux ou d'animaux ; elle permet la délivrance de brevets « aux procédés essentiellement microbiologiques et aux produits obtenus ». L'article 52(4) de la convention exclut les procédés diagnostics du champ de la brevetabilité. La convention sera ratifiée par la France en 1977. L'interprétation des termes « essentiellement biologiques » et « variétés végétales » susciteront des discussions. L’Office européen des brevets tentera ultérieurement d'interpréter son texte fondateur et de restreindre le plus possible l'interdiction concernant les variétés végétales. La règle 28 de la convention pose le principe de la nécessité du dépôt des microorganismes prétendant au brevet dans un centre de dépôt ; cette nouvelle procédure est une des ruptures les plus nettes avec le droit commun des brevets.
le 28 avril 1977, est signé le traité de Budapest sur la reconnaissance internationale du dépôt des micro-organismes aux fins de la procédure en matière de brevets. Le traité se préoccupe seulement de la manière de gérer les dépôts de micro-organismes à la seule fin de procédure et de divulgation (il ne pose aucun principe ou concept fondamental du droit des brevets). De même il n'arrête aucune définition du terme « micro-organisme », qui se prête à différentes interprétations, certains pays rangeant ainsi sous ce terme des lignées de cellules humaines. Le traité doit entrer en vigueur le 19 août 1980.
En 1977, la Cour d'appel américaine des brevets infléchit la jurisprudence américaine par son arrêt In re Bergy en affirmant légal le brevet sur un micro-organisme (streptomyces vellosus,Lincomycine, laboratoires Upjohn). Cette décision ne met pas un terme à la procédure, que les laboratoires Upjohn décideront ultérieurement d'abandonner (La découverte de risques inhérents à l'administration de la lycomycine aurait motivé cette décision.).
La loi française du 13 juillet 1978 institue la possibilité de breveter les micro-organismes.

### Depuis 1980: la montée en puissance
Le tournant est définitivement pris le 16 juin 1980 avec l'arrêt de la Cour suprême qui met un terme à l'affaire Diamond contre Chakrabarty, une affaire qui trouve son origine dans une demande de brevet déposée en juin 1972 tant sur un procédé de fabrication d'une bactérie capable de dégrader les hydrocarbures que sur la bactérie manipulée elle-même. D'abord rejetée au motif qu'un organisme vivant n'était pas brevetable, cette demande est finalement légitimée par la Cour suprême qui appuya son jugement sur le Patent Act couvrant les brevets classiques dits utility patents. La bactérie est définie comme une « composition de matière ». La Cour citant un rapport du Congrès de 1952 affirme brevetable « tout ce qui, sous le soleil, est fait par l'homme » (« anything under the sun that is made by man »). Ce principe sera régulièrement rappelé, et cité en exemple dans les cours de justices américaines tandis que par son extension tout comme par son imprécision elle génèrera un important contentieux. La Cour suprême note dans cet arrêt qu'il ne lui appartient pas d’énoncer des principes moraux que seule l'autorité politique — en l’occurrence le Congrès — est en droit de définir.
Le 12 décembre 1980, le Congrès adopte le Bayh-Dole Act qui autorise les universités et les laboratoires de recherche universitaires à déposer des brevets sur les produits de leurs recherches (même si ces recherches sont financées sur des fonds publics) et à conclure des accords avec des firmes privées pour leur exploitation.
En 1981, lors de son 21e congrès, la FAO adopte la résolution 6/81 par laquelle elle s'arroge le droit d'établir les règles internationales d'échange des ressources génétiques. Par cette résolution, lancée par le Mexique, la FAO entend accroître ses prérogatives dans un domaine qu'elle avait dû abandonner en déléguant, en 1973, la coordination des banques internationales de gènes à l'International Board of Plant Genetic Ressources membre du CGIAR.
Parallèlement, en Europe, l’Office européen des brevets, par ses chambres de recours (affaires T49/83 Ciba Geigy 1983 et T320/87 Lubrizol 1988), produit des interprétations de son texte fondateur qui aboutissent à l'autorisation de brevets sur des végétaux. L'argumentation : les brevets ne portent pas sur une variété végétale, non brevetable, mais sur une espèce.
Au Canada, en 1982, la commission d'appel du bureau des brevets, s'appuyant sur l'affaire Chakrabarty, met fin à l'affaire Application of Albitibi Co : pour la première fois au Canada un brevet est octroyé sur un organisme vivant, une souche de champignon unicellulaire employée pour la dégradation des sulfites produits par les moulins à papier. Dans la foulée de cette décision, l'Office canadien de brevets délivre des brevets pour des procédés et des produits relatifs aux micro-organismes et aux lignées de cellules.
Le premier brevet sur un gène — brevet couvrant une partie de la séquence de l’hormone de croissance — est attribué à l’université de Californie le 14 décembre 1982 après quatre ans de procédures (brevet USPTO no 4,363,877).
En 1983 la FAO adopte l’Engagement international sur les ressources phytogénétiques (résolution 8/83) et crée la Commission des ressources génétiques pour l'alimentation et l'agriculture. Reconnaissant la contribution passée, présente et future des agriculteurs à l'entretien et à l'amélioration des plantes, cette déclaration définit les ressources phytogénétiques comme patrimoine commun de l'humanité qui « devraient donc être accessibles à tous sans restriction ». Cette déclaration englobe non seulement les cultivars primitifs, les plantes sauvages et celles des adventices proches parentes des plantes cultivées, depuis longtemps collectées et entreposées dans les banques de gènes, mais aussi les « souches génétiques spéciales (lignées de sélection avancées, lignées d'élite et mutants) ». De plus, en son article 7, la FAO prévoit de reprendre la main sur les banques de gènes — alors sous la seule responsabilité d'organismes privés — de façon à respecter le principe des « échanges sans restriction des ressources phytogénétiques ». Les États-Unis et le Canada n'adhèrent pas à cet engagement par ailleurs dénué de toute force contraignante.
En 1984, le brevet sur le gène de l’insuline humaine est délivré à l’université de Californie.
En 1985, sous l'administration Reagan, est breveté le premier maïs OGM. Cette homologation est le résultat de la décision prise par l'USPTO dans l'affaire Ex Parte Hibberd en s’appuyant sur le précédent Chakrabarty. Par le biais d'un brevet « classique » (Utility Patent), les plantes à reproduction sexuée sont désormais brevetables. Cette décision aura une importance considérable. C'est elle qui donnera lieu à la multiplication des brevets sur les plantes OGM. Le Congrès ne réagit pas, ce qui sera considéré comme une approbation tacite de ce changement de doctrine (Contestée en 1998 à l'occasion d'un procès, notamment parce qu'elle contredisait les termes des lois précédentes sans pourtant avoir reçu l'approbation du Congrès, cette décision sera définitivement confirmée le 10 décembre 2001 par une décision de la Cour suprême (J.E.M. Ag Supply, et al. v Pioneer Hi-Bred Intl, Inc).).
Dès lors, on commença à s’approprier des organismes pluricellulaires.
Le 3 avril 1987, à la suite d'une procédure d'appel (affaire Ex Parte Allen), la cour d'appel de l'USPTO (US Patent & Trademark Office) estime recevable une demande de brevet sur une huître polyploïde. Le 7 avril 1987, l'USPTO déclare les animaux brevetables. À la suite du tollé déclenché, et sur la demande du représentant Robert W. Kastenmeier, l'office américain annonce un moratoire sur les brevets liés aux animaux jusqu'au 30 septembre. En 1987 puis en 1988 deux projets de loi interdisant le brevetage d'animaux, proposés, n'aboutissent pas.
Le 12 avril 1988, à la suite d'un large débat public, est breveté le premier mammifère, une souris transgénique, une « oncosouris », la « Harvard mouse ». Cette « oncosouris », traduction de Oncomouse (en) une marque déposée, est une souris dont le génome a été modifié par l'introduction d'un gène humain qui lui confère une forte prédisposition aux tumeurs cancéreuses, notamment du sein, et la rend donc utile aux fins de la recherche sur le cancer. Le brevet a été délivré au président et aux chercheurs du Harvard College. Le 13 septembre 1988 la chambre des représentants adopte une loi Transgenic Animal Patent Reform Act qui n'est pas reprise par le Sénat.
En Europe, une demande de brevet déposée en juin 1985 est d'abord refusée en 1989 par la division d'examen de l'OEB au motif que la convention de Munich interdit le brevet sur les animaux. Cette décision, contestée le 3 octobre 1990 par la chambre de recours, est soumise à la division d'examen qui, le 4 octobre 1991, donne l'interprétation suivante : la convention de Munich interdit effectivement de déposer des brevets sur des races animales, mais aucunement sur des animaux en tant que tels. Par cette argumentation contestable, l'OEB délivre un brevet à l'« oncosouris/carcinosouris » le 13 mai 1992. Contestée de nouveau, cette fois au titre de l'article 53a (clause interdisant de breveter des produits ou des procédés dont l’usage serait contraire aux bonnes mœurs), la décision est définitivement confirmée en mars 2005, après vingt années de procédures. Cependant la délivrance de ce brevet est conditionnée au paiement de frais de procédures, qui ne seront pas acquittés avant la date d'échéance du brevet, vingt ans après son octroi. Le 16 août 2006, le brevet est annulé.
En 1988, l'Organisation européenne des brevets, l'USPTO et l'Office des brevets du Japon, qui coopèrent depuis 1983 au sein de la commission trilatérale, publient un communiqué commun. La raison d'être de ce communiqué commun n'est pas claire ; elle aurait à voir avec l'affaire Genentech. La UK Patent Court a invalidé un brevet européen de Genetech au motif que l'invention avancée ne répondait pas à la définition de l'invention telle que définie dans le UK Patent Act de 1977. Un an plus tard la cour d'appel de Grande-Bretagne confirme le jugement de la juridiction de première instance.
En 1989, la FAO adopte la résolution 4/89 intitulée Interprétation concertée de l'Engagement (de 1983) qui marque un tournant important dans le débat et ouvre la porte au processus d'« écolibéralisation » qui sera consacré en 1992 : la résolution 4/89 reconnaît explicitement la légitimité des droits des obtenteurs végétaux en contrepartie de droits tant moraux que matériels reconnus aux paysans.
En 1990, la cour suprême de Californie (arrêt Moore v. Regents of the University of California) confirme la possibilité pour les chercheurs d’obtenir un droit de brevet sur des tissus prélevés sur un sujet humain.
Le 19 mars 1991 est signée une nouvelle convention UPOV qui étend la protection conférée par le COV à la Variété essentiellement dérivée (VED).
Les États-Unis signent la convention UPOV dans sa version de 1991 (l'accord ne sera ratifié par le Sénat qu'en 1995).
En 1991, Craig Venter, des National Institutes of Health (NIH), tente de faire breveter des séquences partielles d'ADN complémentaire (d'abord un lot de 337 séquences, puis un autre lot de 2 375, et enfin sur un lot de 4 000, issues du cerveau humain). Le ministre britannique de la Science, Alan Howarth, annonce en mars 1992 que le Conseil de la recherche médicale déposerait lui aussi des brevets. En août 1992, l'Office des brevets américain rejette les revendications de Venter et des NIH. Non conformes aux critères d’utilité, de nouveauté mais aussi d’unité d’invention (en vigueur à l’époque aux États-Unis), mais surtout très contestées par la communauté scientifique mondiale, ces demandes sont retirées en février 1994 par le nouveau directeur des NIH. Au Royaume-Uni, le Conseil de la recherche médicale prend une décision semblable.
L'OEB imposera des critères d'homologation tels que le dépôt d'un tel brevet devenait économiquement impossible.
En 1992 est signée la convention des Nations unies sur la diversité biologique (CDB) qui reconnaît le droit de souveraineté de chaque État sur ses ressources biologiques. Ce droit national vient s'opposer au principe de « patrimoine commun » affirmé en 1983 par la FAO (que la FAO avait commencé à relativiser, d'abord en 1989, puis, surtout, en 1991). Cette nouvelle orientation, inspirée par la tragédie des biens communs, facilite la conclusion de contrats de bioprospection. La convention dit certes reconnaître le savoir, les innovations et les pratiques des communautés indigènes, mais en des termes très flous ; par ailleurs elle ne mentionne pas les droits des paysans. Mais encore, les collections ex situ acquises avant l'adoption de la CDB sont exclues de l'accord : la souveraineté des États d'où ces collections sont originaires ne peut s'étendre aux banques de gènes pour les collections constituées avant 1992. Lors du sommet de la Terre de Rio organisé par la CNUED (Conférence des Nations unies sur l'environnement et le développement), 147 pays signent la CDB qui entre en vigueur le 29 décembre 1993. Les États-Unis n'ont pas signé cette convention.
Signés le 15 avril 1994, les accords de Marrakech, qui fondent l’OMC,comportent des dispositions visant à harmoniser et standardiser les législations des différents pays dans le domaine de la propriété intellectuelle : ce sont les ADPIC (Aspects des droits de propriété intellectuelle qui touchent au vivant, ou TRIPS en anglais, Trade-Related Aspects of Intellectual Property Rights), qui font obligation aux États signataires de se doter d'un système de protection de la propriété intellectuelle des obtentions végétales (les pays en développement choisiront majoritairement d'adhérer à l'UPOV de préférence à un système par brevet ; l'Inde et la Thaïlande développeront un système sui generis, semblable à l'UPOV). Pour ce faire, les ADPIC laissent aux gouvernements le choix entre un système par brevet ou un système semblable à celui de l'UPOV. Ces accords exposent les pays contrevenant aux règles à des sanctions économiques sur leurs exportations. Ces accords excluent de la brevetabilité les animaux et végétaux hors micro-organismes.(Plus tard, dans les années 2000, prenant acte d'un rapport de force qui leur est devenu défavorable au sein de l'OMC, les États-Unis axeront leur stratégie sur le développement d'accords bilatéraux de libre-échange qui imposeront aux pays ou entités régionales signataires la brevetabilité des végétaux suivant des termes plus stricts que ceux des ADPIC). La date butoir d'entrée en vigueur est le 1er janvier 2000, et le 1er janvier 2006 pour les pays les moins avancés. Difficilement négociés, résultant d'un compromis entre les visions européenne et américaine, ayant peu associé les pays en voie de développement, les ADPIC laissent une grande marge d'interprétation. Le texte prévoyait aussi la révision de l'accord en 1999 : malgré quatre réunions, aucun accord n'a pu être trouvé. La compatibilité des ADPIC avec la convention sur la diversité biologique, problématique, donne lieu à des conflits entre pays en voie de développement et pays à haute technologie.
En juillet 1994 sont adoptées les trois lois françaises de bioéthique. La loi 94-653 du 29 juillet, relative au respect du corps humain, exclut de la brevetabilité « Les inventions dont la publication ou la mise en œuvre serait contraire à l'ordre public ou aux bonnes mœurs, la mise en œuvre d'une telle invention ne pouvant être considérée comme telle du seul fait qu'elle est interdite par une disposition législative ou règlementaire ; à ce titre, le corps humain, ses éléments et ses produits ainsi que la connaissance de la structure totale ou partielle d'un gène humain ne peuvent, en tant que tels, faire l'objet de brevets. ». L’ambiguïté de cet énoncé permet que continuent à être homologués des brevets sur des gènes d'origine humaine.
Le 27 juillet 1994, l'Union européenne règlemente le régime de protection communautaire des obtentions végétales (2100/94 CE).
Le 8 décembre 1994, l’OEB confirme l'homologation du brevet sur le gène humain codant la relaxine, (Le Conseil d’État, dans son rapport de 1999 sur l'application des lois « bioéthiques », s'étonnera du raisonnement à la base de cette décision qui opère un déplacement du critère de la brevetabilité).
En 1994, le Plant Variety Protection Act (PVPA) est amendé afin de la rendre compatible avec l'UPOV. La PVPA étend son champ d'application aux pommes de terre ; elle augmente aussi la durée de l'exclusivité commerciale de 18 à 20 ans et interdit les semences de ferme.
En 1995, la Cour suprême rend son arrêt Asgrow v. Winterboer qui limite encore plus le droit des agriculteurs.
En mars 1995, le Parlement européen rejette un premier projet de directive destiné à réglementer la brevetabilité du vivant, principalement sur la question de l’inclusion des séquences génétiques.
Le 1er novembre 1995, le président Clinton promulgue la loi Biotech Process Patent Bill. « Afin de faciliter le dépôts de brevets, l'office américain des brevets a défini dès juin 1995 des critères permettant d'établir l'« utilité » d'une invention dans les biotechnologies, ce qui constitue un élément fondamental dans la brevetabilité d'une découverte ».
En février 1996, à la suite d'un colloque international, les responsables du projet génome humain concluent un accord (informel) dit « des Bermudes »(Bermuda Principles) : ils décident de publier leurs données sur internet et de les verser dans le domaine public. Début 1997, une deuxième rencontre ajoute une disposition excluant le brevetage des gènes.
En 1996 a lieu le clonage de la brebis Dolly. Des demandes de brevets sont faites suscitant la crainte de leur extension aux humains.
En 1997, Myriad Genetics, lançant sur le marché américain ses tests pour le dépistages du cancer du sein et des ovaires, s'expose à des contestations. La société, associée à l'université de l'Utah et aux NIH, obtient plusieurs brevets portant sur les gènes BRCA1 et BRCA2. Entre août 1994 et juin 1995, Myriad déposa huit demandes de brevets aux États-Unis ; en août 1995 la société fait une demande de brevet européen.

### Extension de la brevetabilité et affirmation de questions bioéthiques
Le 11 novembre 1997, la Conférence générale de l'UNESCO adopte la Déclaration universelle sur le génome humain et les droits de l’homme élaborée d'après les recommandations du Comité international de bioéthique. La déclaration — qui a une valeur symbolique et morale indéniable, mais pas de force juridique contraignante — est approuvée par l'Assemblée générale des Nations unies le 9 décembre 1998.
Le 18 décembre 1997, afin de lancer un débat sur la place publique et éventuellement de « ligoter les laboratoires », Jeremy Rifkin et Stuart Newman déposent une demande de brevet pour trois techniques permettant de créer des « chimères humaines ». Le 18 mars 1999, l'USPTO refuse le brevet. Une deuxième demande de brevet est faite en 2002 ; en 2004 l'USPTO réitère son refus. L'affaire du « humanzee » s'arrête là, Newman choisissant de ne pas faire appel de cette décision.
Le 6 juillet 1998, le Parlement européen adopte la directive sur la brevetabilité des inventions biotechnologiques (la transposition dans les droits nationaux des états membres est prévue pour 2001). Cependant les Pays-Bas soutenus par l'Italie et la Norvège introduisent une action en annulation de la directive auprès de la Cour de justice des communautés européennes (Affaire C-377/98) le 19 octobre 1998. Les Pays-Bas arguent notamment que : « la brevetabilité d'éléments isolés du corps humain qui découle de l'article 5(2) de la Directive équivaudrait à une instrumentalisation de la matière vivante humaine, attentatoire à la dignité de l'être humain ». La rédaction ambiguë l'article 5 de la directive européenne est à l'origine d'une polémique qui touche tant la société civile, le monde politique que la communauté scientifique.
En juillet 1998, les chefs d'État de l'Organisation de l’unité africaine (OUA) approuvent la « loi modèle » et recommandent qu'elle devienne la base de toutes les lois nationales sur le sujet à travers l'Afrique. Cette loi, qui se veut une solution de rechange face à l’adoption généralisée du régime de la propriété intellectuelle telle qu'instituée par les ADPIC, demande l’exclusion de la brevetabilité de tous les organismes vivants sans distinction ainsi que de tous les processus naturels produisant ces organismes. Pour ce qui est des semences notamment, elle affirme le droit des communautés rurales à les conserver et à les échanger librement. La proposition des chefs d'État, adoptée en novembre 1999 par les États membres de l’OUA à Addis-Abeba, est adoptée par le sommet des chefs d'État de Lusaka en juillet 2001. Cette initiative se heurte toutefois à la ratification par l'OAPI des accords de Bangui révisés : le 24 février 1999 l'OAPI adopte un système très proche de celui de la convention UPOV 1991. Ces accords révisés entrent en vigueur, partiellement, en 2002 : les dispositions prévues à son annexe X sur l'obtention des variétés végétales sont suspendues. Une initiative indienne semblable, mais ne concernant que le domaine agricole, le COFAB, est mentionnée par le PNUD dans son rapport sur le développement humain de 1999. La Thaïlande et les pays du Pacte andin ont chacun de leur côté mis en place des législations interdisant de breveter les plantes utilisées dans la médecine traditionnelle ou faisant partie des pratiques des communautés indigènes.
En 1998, l'USPTO décide que les fragments de gènes, tels que les marqueurs de séquence exprimée (EST), sont brevetables dès lors que la demande de brevet fait état d'une fonction véritable.
Le 8 décembre 1999, l'OEB délivre un brevet EP 0 695 351 B1 à l'université d’Édimbourg et à l'entreprise australienne de biotechnologie Stem Cell Sciences sur « un procédé de préparation d'animal transgénique… » qui suscite beaucoup d'émoi (en anglais scientifique le terme animal englobe les humains).
Les gouvernements allemand, italien et néerlandais et l'organisation Greenpeace font opposition. Le brevet est modifié le 24 juillet 2002 de sorte qu'il ne puisse pas être utilisé à des fins de clonage humain.
Le 20 décembre 1999, la Grande Chambre de recours de l'Office européen des brevets rend son avis dans l'affaire Novartis (G 0001/98). Par cette décision, elle affirme que l'art. 53 de la convention européenne sur les brevets ne comporte aucune interdiction générale des brevets pour les inventions portant sur des animaux ou des végétaux. Cette décision autorise le dépôt de brevet sur une espèce animale ou végétale pour autant que l'invention brevetée ne se limite pas à une variété.
À l'occasion du Conseil européen de Lisbonne, les 23 et 24 mars 2000, les chefs d’État ou de gouvernement des États membres ambitionnant faire de l’Europe « l’économie de la connaissance la plus compétitive et la plus dynamique du monde », soulignent l'importance de la mise en place sans délai du brevet communautaire.
Le 14 mars 2000, le président américain Bill Clinton et le Premier ministre britannique Tony Blair publient une brève déclaration commune dans laquelle ils se prononcent pour la libre accessibilité des séquences du génome humain, et pour la limitation de la brevetabilité des séquences aux seules activités industrielles reconnues,. Cette déclaration étonnante — il est peu habituel que des chefs d’État se prononcent sur ces questions scientifiques — est motivée par les dernières initiatives de Craig Venter avec sa société Celera. En avril 2000, les députés Jean-François Mattei et Wolfgang Wodarg lancent sur Internet un « Appel contre la brevetabilité des gènes humains » qui recueille plusieurs milliers de signatures.
Le 7 juin 2000, Élisabeth Guigou, alors ministre de la Justice, déclare devant l'Assemblée nationale que la directive est incompatible avec les lois françaises et notamment avec la loi sur la bioéthique du 29 juillet 1994. La directive n'est toujours pas transposée dans le droit français fin 2002.
Le 19 juin 2000, l'Académie des sciences morales et politiques, l’Académie nationale de médecine et le groupe Science et société de l’Académie des sciences lancent un appel à l'attention des pouvoirs publics qui s'appuie sur le cas du brevetage du ccr5.
S'inspirant de l'avis délivré le 8 juin 2000 par le Comité consultatif national d’éthique (CCNE), qui conseille au gouvernement de ne pas transposer la directive sans des modifications substantielles, les autorités françaises déclarent qu’elles ne transposeraient pas la directive aussi longtemps que des modifications substantielles ne seraient pas renégociées au niveau européen. Une demande en ce sens est formulée à M. Romano Prodi, président de la Commission.
Le 7 décembre 2000 est adoptée la Charte européenne, qui contient des dispositions d'ordre générales sur la bioéthique sans jamais toutefois mentionner la question des brevets.
En 2000, la cour fédérale d'appel arrête une décision (Pioneer Hi-Bred).
En janvier 2001, le USPTO révise ses lignes directrices sur l’utilité des séquences d’ADN (utilité substantielle, plausible et spécifique).
En mai 2001, l'OEB octroie à Myriad un brevet (EP 705 903) intitulé Mutations du gène BRCA1 liées aux prédispositions aux cancers du sein et/ou de l’ovaire. Myriad Genetics, qui obtient les droits exclusifs sur des tests de diagnostic concernant les gènes BRCA1 et BRCA2 dans de nombreux pays Membres de l'OCDE, exige que tous les tests pratiqués dans le monde soient analysés dans ses propres laboratoires, et ce au prix unitaire de 2 500 dollars dans de nombreux cas. La stratégie adoptée par Myriad en matière de licences a rencontré une vive opposition. En février 2002, l'institut Curie et ses alliés lui donnent une dimension judiciaire. C'est le début de l'affaire Myriad Genetics qui va durer une décennie.
Le 18 juillet 2001, l'Office européen des brevets octroie à la société canadienne Seabright — ultérieurement renommée Genesis — un brevet (EP 578 653 B1) intitulé Création d’un gène pour la production de poisson transgénique ; il concerne le saumon de l'atlantique et d'autres espèces.
Le 14 août 2001, l'USTPO, limitant les brevets détenus par la société RiceTec, met un terme au conflit qui l'opposait au gouvernement indien au sujet du riz basmati. L'affaire, qui aggloméra du côté indien des intérêts habituellement divergents, montre la nécessité d'une définition plus précise des appellations d'origine par les ADPIC.
Le 9 octobre 2001, la Cour de justice rejette la demande des Pays-Bas et confirme la validité de la directive sur la brevetabilité des inventions biotechnologiques (directive 98/44/CE). Plusieurs pays se montrent réticents à transposer les dispositions de la directive en droit interne ; la France, quant à elle, a adopté une interprétation très stricte des dispositions de la directive. En 2004, la Cour de justice condamne en manquement la France (le 1er juillet), la Belgique et le Luxembourg (le 9 septembre), l'Allemagne et l'Autriche (le 28 octobre).
Le 3 novembre 2001 la conférence de la FAO adopte le traité international sur les ressources phytogénétiques pour l'alimentation et l'agriculture (TIRPAA). Il réaffirme le statut de patrimoine commun de l'humanité pour 62 espèces de grande culture. Le traité entre en vigueur le 29 juin 2004.
En janvier 2002, amendant la nouvelle loi de bioéthique, un article interdisant le brevetage du vivant est adopté à l'unanimité par les députés français. Cet amendement contredit l’article 5 de la directive 98/44/CE. La Commission consultative nationale d’éthique pour les sciences de la vie et de la santé émet un avis.
En avril 2002 sont adoptées les lignes directrices de Bonn sur l'accès aux ressources génétiques et le partage juste et équitable des bénéfices résultant de leur utilisation.
En 2002, la Cour suprême du Canada, mettant un terme au contentieux concernant l'oncomouse, juge non brevetable les formes de vie supérieures (« higher life forms »),.
Début 2004, à la suite de l'annonce par des chercheurs coréens des résultats d'expériences conduisant au développement d'une lignée de cellules souches pluripotentes en utilisant la technique du « clonage thérapeutique », un débat s'engage sur la brevetabilité des cellules souches embryonnaires.
Le 6 août 2004 est promulgué en France la loi no 2004-800 relative à la bioéthique qui transpose en droit français les éléments de la directive européenne se rapportant à cette question. Au titre IV article 17 on lit : « Seule une invention constituant l'application technique d'une fonction d'un élément du corps humain peut être protégée par brevet. Cette protection ne couvre l'élément du corps humain que dans la mesure nécessaire à la réalisation et à l'exploitation de cette application particulière. Celle-ci doit être concrètement et précisément exposée dans la demande de brevet. ». « Les séquences totales ou partielles d'un gène prises en tant que telles », « Les races animales ainsi que les procédés essentiellement biologiques d'obtention de végétaux ou d'animaux » ne sont pas brevetables.
La loi no 2004-1338 du 8 décembre 2004 relative à la protection des inventions biotechnologiques transpose la directive européenne en droit français.
Le 8 mars 2005 l'Office européen des brevets annule, entièrement, un brevet qu'il avait octroyé en 1994 à un fongicide dérivé d'un arbre indien aux vertus médicinales, le Neem ; c'est le premier cas de biopiraterie légalement constaté par l'OEB.
En 2005, treize lauréats du prix Nobel alternatif signent une demande d'abrogation de l'article 81 de Paul Bremer concernant les anciennes variétés de semences et de cultures irakiennes.
En septembre 2007, la FAO adopte le plan d'action mondial pour les ressources zoogénétiques et la déclaration d'Interlaken.
Le 15 novembre 2007, Craig Venter dépose une demande de un brevet intitulé Génomes synthétiques.
Le 19 novembre 2008, l’Office européen de brevets refuse la demande en annulation des brevets de l'institut Curie à l'encontre de Myriad Genetics (qui a cependant réduit ses revendications). L'opposition des généticiens et des oncologues européens a eu toutefois un impact considérable sur la discussion relative aux brevets sur les séquences génétiques et leurs applications médicales. L'opposition européenne a aussi eu un impact au Canada où Myriad a une licence exclusive à MSD pour ses tests diagnostics le 9 mars 2000.
En mai 2009, l'Association of Molecular Pathology (AMP), l'American Civil Liberties Union, la Public Patent Foundation portent plainte contre l'USPTO, au sujet d'une quinzaine de brevets octroyés par l'USPTO à Myriad Genetics. Ces brevets sont invalidés le 30 mars 2010, ce qui remettait en cause près de trois décennies de pratique de brevetage des gènes… Cette décision est ensuite infirmée par la US Court of Appeals for the Federal Circuit le 29 juillet 2011. Saisie de cette affaire, la Cour suprême demande à la cour d'appel pour le circuit fédéral de revoir sa décision à la lumière de la décision Mayo (arrêt de la Cour suprême du 20 mars 2012 Mayo Collaborative Services v. Prometheus Laboratories, Inc.) ; une double décision est rendue par le Federal Circuit le 16 août 2012 : les compositions de matières fabriquées par l’homme, notamment les molécules d’ADN isolées, et les méthodes de criblage qui les mettent en œuvre sont brevetables ; les méthodes de diagnostic ne le sont pas… Le 25 septembre 2012, l'ACLU demande à la Cour suprême de se ressaisir de l'affaire. L'affaire Myriad Genetics dépasse très largement le cas de cette entreprise par ses implications dans le domaine, très lucratif, des tests diagnostics et de la médecine personnalisée. L'affaire illustre également les difficultés de la législation à suivre le rythme imposé par les avancées de la biotechnologie.
Le 9 décembre 2010, par ses décisions G 2/07 (dite « du chou brocoli ») et G 1/08 (dite « de la tomate ridée »), la Grande Chambre de recours de l'Office européen des brevets tente de clarifier la notion de « procédés essentiellement biologiques d'obtention de végétaux [ou d'animaux] » et l'exception à la brevetabilité qui en découle. Cette décision, qui porte notamment sur la brevetabilité des techniques par marqueurs génétiques, n'est toutefois pas définitive, le dernier mot appartenant à la chambre de recours technique. Ce contentieux illustre le conflit opposant un système juridique de protection par brevet portant sur des gènes ou des procédés de sélection, pouvant couvrir de multiples plantes, et le système UPOV ne couvrant qu'une variété végétale munie d'un COV. Le 10 mai 2012, le Parlement européen arrête une résolution invitant la Commission à s'engager sur ces questions.
Le 27 juin 2011, le Conseil de l'Union Européenne a adopté une orientation générale sur les deux projets de règlement portant sur le brevet unitaire pour l'Europe.
Le 16 septembre 2011, le président Obama promulgue le Leahy-Smith America Invents Act (AIA), dont l'article 33 interdit expressément le brevetage d'un organisme humain.
À l'heure actuelle aux États-Unis seul l'être humain — dans sa totalité — est exclu de la brevetabilité : le 13e amendement de la Constitution américaine rend illégal l’esclavage et interdit à un être humain de détenir un droit de propriété sur une autre personne. Mais ni l'Office américain des brevets ni le Congrès n'ont jamais donné de définition de l'humain…
Le 10 mai 2012, le Parlement européen adopte une résolution sur le brevetage des procédés essentiellement biologiques.
En juin 2013, la société Myriad Genetics se voit refuser la brevetabilité de gènes humains par une décision de la Cour suprême des États-Unis :  Association for Molecular Pathology v. Myriad Genetics, Inc. (en),.
Le 25 mars 2015, la Grande Chambre des recours de l'Office européen des brevets ouvre la voie au brevetage du vivant en Europe en décrétant qu'un « produit obtenu par un procédé essentiellement biologique est brevetable. »
Toutefois, certains Etats membres, comme l'Allemagne en 2015, la France en 2016 ou encore les Pays-bas, prennent des dispositions dans leur législation nationale, visant à exclure les procédés essentiellement biologiques d'obtention comme les produits obtenus du champ de la brevetabilité.
Le 29 juin 2017, l'exclusion explicite de la brevetabilité des produits essentiellement biologiques est prise par une décision du Conseil d'administration de l'Organisation européenne des brevets.
En septembre 2019, le Parlement européen adopte une résolution sur la brevetabilité des plantes pour en demander l'interdiction. Il s'agit d'un signal politique à l'Office européen des brevets, qui réexamine le dossier à la suite d'une saisine par son président.
À la suite de cette saisine, la décision d'exclusion des produits essentiellement biologiques du champ de la brevetabilité sera confirmée par la plus haute instance juridictionnelle de l'Office européen des brevets, la Grande Chambre de recours de l'Office qui rend un avis le 14 mai 2020.

## Cas du génome
Depuis 1992, l’Office européen des brevets (OEB) assimile un gène isolé à une molécule chimique « inventée ».
D’un point de vue purement génétique, une simple séquence d’ADN, sans indication d’aucune fonction technique (c.à.d. utilisation dans le cadre d'un diagnostic, d'une thérapie…) ne constitue pas une invention brevetable, car ne constitue pas un enseignement technique. Pour breveter un gène, une simple analyse fondée sur des données bioinformatiques n’est pas suffisante, il faut une démonstration expérimentale. De plus lorsqu’une revendication porte sur une séquence génique, cette revendication est limitée à la partie de la séquence liée à la fonction technique spécifique exposée dans la description du brevet.
En 2003, un brevet a été déposé pour le séquençage du virus du syndrome respiratoire aigu sévère (« SRAS »), et ce en pleine épidémie. L'un des médecins découvreurs a refusé, à cette occasion, d'associer son nom au brevet.

## Cas des végétaux
C'est dans ce domaine que le concept de la brevetabilité du vivant a fait pour la première fois l'objet d'une législation, en 1930.
À cette date les États-Unis ont voté le Plant Patent Act qui autorisait explicitement le dépôt de brevets pour certaines plantes, principalement ornementales. Cette loi a été étendue en 1970 avec le Plant Variety Protection Act qui s'applique aux graines et à plus de 350 espèces végétales alimentaires.
Une première convention internationale sur la protection des espèces végétales se tient en 1961. Elle aboutit à la création de l'Union pour la protection des obtentions végétales (UPOV) dont les pays signataires accordent aux sélectionneurs de semences des certificats d'obtention végétale (COV). Ceux-ci se différencient des brevets en ce qu'ils protègent spécifiquement des variétés végétales, alors que les brevets sont censés récompenser l'effort d'une recherche de solution à un problème technique exprimé par des fonctions ou des moyens spécifiques ou généraux. Les COV :
- reconnaissent l'effort de recherche et son coût ;
- permettent un retour sur investissement ;
- rendent le savoir correspondant accessible à tous, comme les brevets.

La plupart des pays de l'Union européenne font partie de l'UPOV ; le Parlement européen a voté en 1998 une directive sur la protection juridique des inventions biotechnologiques qui rend possible l'obtention de certains brevets européens sur des organismes vivants, dont les plantes génétiquement modifiées, mais prend aussi en compte des principes éthiques pour restreindre d'autres aspects. La question du chevauchement ou du conflit éventuel entre certains droits accordés par l'UPOV, et les droits qui peuvent être obtenus par la délivrance d'un brevet, n'a été réglé qu'en partie par la directive. Cela suscite d'ailleurs une polémique, l'UPOV étant considéré par beaucoup de scientifiques comme un système appréciable reconnaissant l'effort de recherche sans bloquer la possibilité d'approfondir cette recherche pour d'autres chercheurs.
Les biotechnologies, en maîtrisant les techniques permettant le clonage et la production d'OGM, ont réalisé des pas spectaculaires, d'où un questionnement et un débat de société. En dehors de ce débat, des entreprises détiennent déjà de nombreux brevets sur des séquences de gènes, des micro-organismes ou des OGM. L'absence de jurisprudence et le cadre légal incomplet font qu'un grand nombre de brevets accordés protégeant ces gènes seront peut-être jugés trop extensifs par la suite.
L'invention biotechnologique protégée sous forme de brevet, comme toute autre invention brevetée :
- est documentée 18 mois après son dépôt de façon publique ;
- expire et passe dans le domaine public au bout d'une période de vingt ans.

L'apomixie induite chez des espèces à reproduction sexuée et les semences artificielles représentent de nouveaux enjeux.

## Types de licences de brevet
En général, on considère trois types principaux de licences pouvant faire l'objet d'un contrat, par exemple entre une firme biotechnologique et une firme pharmaceutique : exclusive, simple et non exclusive.
Dans le cas des licences exclusives, le concédant accorde certains droits à un seul licencié. Le concédant convient également de ne pas exercer lui-même les droits ayant fait l’objet d’une licence. Ces droits pourraient comporter le droit de fabriquer, d’utiliser ou de vendre le produit dans un domaine particulier d’utilisation, comme celui de produits pharmaceutiques, ou à l’intérieur d’une région géographique désignée, par exemple l’Amérique du Nord.
Dans le cas d’une licence simple, le concédant convient d’accorder certains droits à un seul licencié, mais conserve celui d’exercer les droits qui font l’objet de la licence.
Des licences non exclusives sont délivrées à plusieurs licenciés différents pour la même propriété intellectuelle dans la même région géographique ou dans le même domaine d’utilisation.

### Approchesopen source
- Open source et biotechnologies ?

Tim Hubbard et le Sanger Institute avaient initialement formé un projet Open source ; ce projet achoppe sur le versement de toutes les données brutes dans le domaine public. Création du projet HapMap en octobre 2002. Création, en 2005, de CAMBIA (Center for the Application of Molecular Biology to International Agriculture) qui lance un projet BIOS. The Universities Allied for Essential Medicines. The Tropical Disease Initiative. The Estonian Genome Project Foundation (EGPF). The United Kingdom Biobank.
- ITPGRFA, une solution Open source pour les créations variétales ?
- En 1999 Tom Michaels propose la création de General Public License for Plant Germplasm[121]. En 2002 puis en 2006, Ravi Srinivas reprend l'idée d'une licence Biolinux[122],[123],[124].

En 2008, le « BioBrick™ Public Agreement, » est lancé dans sa version « DRAFT » (Version 1 October 2009) qui mènera à ce qui est aujourd'hui la Convention ouverte MTA.
Ce premier jet contenait comme base de proposition de valeur :
- L'ADN n'est pas un code
- La biologie n'est pas un logiciel
- Basé sur un contrat entre deux parties paires
- Favoriser la contribution
- Pas de clause virale

## Polémiques
De nombreuses polémiques gravitent autour de la brevetabilité du vivant.
- Le vivant, et notamment le corps humain à travers les gènes, ne doit pas selon certains être intégré à un processus de marchandisation équivalent à celui pratiqué pour les autres biens, et ce pour des raisons éthiques.
- Les entreprises multinationales sont fréquemment accusées de piller les ressources des pays du Sud en déposant des brevets sur des molécules issues de la biodiversité locale. Ce procédé est connu sous le terme de biopiraterie[128].
- Les domaines de la santé et de l'alimentation qui sont les plus concernés par la brevetabilité du vivant sont communément considérés comme essentiels et ne devant pas être l'objet de restrictions. L'exemple le plus connu est celui de Myriad Genetics, une firme américaine qui déposa à partir de 1997 plusieurs brevets sur les gènes BRCA1 et BRCA2, qui sont en rapport avec des formes familiales de cancer du sein. Ce brevet leur offrait l'exclusivité totale des tests de dépistage. Ce brevet fut très controversé, d'autres laboratoires dénonçant les prix pratiqués, la lenteur des résultats et l'appropriation des données statistiques sur le dépistage. En Europe, le brevet initial a été contesté par plusieurs institutions dont entre autres, l'institut Curie et l'institut Gustave Roussy en France et la Société belge de génétique humaine. En 2005, en première instance, l'Office européen des brevets décide d'invalider les brevets de Myriad Genetics[129]. Myriad Genetics fit appel et après avoir réduit une partie de ses revendications initiales, a fini par obtenir gain de cause en novembre 2008[130]. 
Le 29 mars 2010, un juge de la Cour fédérale des États-Unis invalide une partie des brevets déposés sur ces gènes[131],[132],[133].
- Du point de vue de l'agriculture, les brevets sur les semences sont accusés de rendre l'agriculteur dépendant de la firme qui le fournit en lui interdisant la possibilité de ressemer sa récolte[134]. Cependant, en France le monopole accordé par un brevet portant sur des végétaux est limité par le privilège de l'agriculteur (Art. L613-5-1 du code de la propriété intellectuelle (CPI), et Article 14 du règlement (CE) no 2100/94). L’agriculteur qui achète du matériel végétal à des fins d’exploitation agricole est autorisé à utiliser le produit de sa récolte pour la multiplication dès lors qu’il le fait lui-même et sur sa propre exploitation. Au niveau européen le privilège n’existe qu’au profit des petits agriculteurs. Les autres doivent payer une rémunération équitable sensiblement inférieure à une redevance de licence[135],[136].

En mars 2004, l'Office parlementaire d'évaluation des choix scientifiques et technologiques évoquait ces questions dans un rapport.

## Entre nature et culture
La question de la brevetabilité du vivant pose le problème des limites entre culture et nature.
Les êtres vivants génétiquement modifiés sont-ils des artefacts, produits de l'activité humaine, ou appartiennent-ils encore à l'ordre de la nature ?
Les États qui autorisent le dépôt de brevet sur des êtres vivants considèrent les êtres vivants génétiquement modifiés comme n'étant plus des produits de la nature.
Une conception spécieuse, car la base génétique de tout être vivant est la nature.
Pour preuve, les mêmes États refuseraient l'octroi de brevet à quiconque modifierait un modèle de véhicule ou un morceau de musique, prétendrait dès lors en être l'auteur, et avoir droit d'exiger des paiements à tout utilisateur.